# Vukovar
Vukovar (en serbi: Вуковар, en hongarès: Vukovár, en alemany: Wukowar) és una ciutat de l'est de Croàcia. Es troba a la confluència dels riu Vuka i el Danubi. Tenia 28.016 habitants el 2011. El 1991 fou l'escenari de la matança de Vukovar, en la qual militars serbis mataren un gran nombre de civils croats, després del final de la batalla de Vukovar.

## Dades principals
Vukovar és la ciutat i el port fluvial croata més gran del país sobre el riu Danubi. La ciutat està a una altura de 108 metres a uns 20 km a l'est de la ciutat Vinkovci i a uns 36 km al sud-est de la ciutat d'Osijek. La ciutat és travessada per la carretera Osijek — Vukovar — Ilok així com per una via ferrocarril Vukovar — Vinkovci.
La base de l'economia de la ciutat són les indústries alimentàries i tèxtils.

## Fills il·lustres
- Lavoslav Ružička (1887 - 1976) científic, Premi Nobel de Química de l'any 1939.[2]
- Siniša Glavašević (1960-1991), periodista, assassinat després de la batalla de Vukovar.
- Siniša Mihajlović (1969-2022), futbolista i entrenador de futbol.